# Kanton Saint-Pourçain-sur-Sioule
Kanton Saint-Pourçain-sur-Sioule (fr. Canton de Saint-Pourçain-sur-Sioule) je francouzský kanton v departementu Allier v regionu Auvergne. Tvoří ho 14 obcí.

## Obce kantonu
- Bayet
- Bransat
- Cesset
- Contigny
- Laféline
- Loriges
- Louchy-Montfand
- Marcenat
- Monétay-sur-Allier
- Montord
- Paray-sous-Briailles
- Saint-Pourçain-sur-Sioule
- Saulcet
- Verneuil-en-Bourbonnais